# Batalla de Las Piedras (1811)
La batalla de Las Piedras fue el primer triunfo importante de José Gervasio Artigas al mando del ejército patriota de la Junta Grande de las Provincias Unidas del Río de la Plata en el territorio de la Banda Oriental. En ella venció a las fuerzas realistas del gobernador de Montevideo y nuevo virrey del Río de la  Plata, Francisco Javier de Elío, a media tarde del 18 de mayo de 1811. El evento marcó el primer triunfo de la llamada Revolución oriental, luego de proclamado el Grito de Asencio en febrero de ese mismo año.
Ambos bandos se enfrentaron en nombre del rey Fernando VII de España.
Junto al Combate de las Piedras son mencionadas en la versión original del Himno Nacional Argentino: "San José, San Lorenzo, Suipacha / Ambas Piedras, Salta, y Tucumán, / la colonia y las mismas murallas / del tirano en la banda Oriental."

## Antecedentes
En 1810, la Revolución de Mayo había forzado a los funcionarios virreinales a abandonar Buenos Aires, pero éstos resistieron en la Banda Oriental y, por ello, España trasladó la capital del Virreinato del Río de la Plata de Buenos Aires a Montevideo.
La causa principal de esta batalla fue el deseo de independencia de las colonias americanas, para librarse del dominio español. La Revolución de Mayo marcó el inicio de este proceso emancipador que poco a poco terminó liberando América.
La Junta de Gobierno que se constituyó en Buenos Aires expresó su voluntad de independencia. Para hacer efectivo su poder sobre el resto del virreinato, era necesario que el resto de las provincias se adhirieran a ellos también.
Montevideo no mostró disposición de aceptar el nuevo poder. Esto era importante porque Montevideo poseía una posición geográfica estratégica y gran cantidad de armamentos, era una amenaza si la tenían en contra.
Aunque Montevideo no aceptó la Junta de Gobierno, un grupo de partidarios de la revolución emigraron a Buenos Aires y se unieron a la lucha. Los hechos se fueron desarrollando hasta que se produce la Batalla de Las Piedras.

## Desarrollo
El gobernador de Montevideo y ya entonces virrey del Río de la Plata, Francisco Javier de Elío, designó al capitán de fragata José Posadas, jefe de las fuerzas regulares que guardaban la Plaza fuerte realista. Posadas instaló su cuartel general en San Isidro Labrador de Las Piedras, en las cercanías de Montevideo, para librar allí un enfrentamiento decisivo contra los revolucionarios.
Entre tanto José Artigas se ubicó en la villa de Nuestra Señora de Guadalupe. Los artiguistas llegaron a conformar un ejército de mil hombres, mientras que las milicias de Posadas estaban constituidas por 1230 personas, de las cuales cerca de doscientos desertaron y pasaron al bando revolucionario rioplatense en medio del fragor de la lucha.
Los soldados españoles eran profesionales, disponían de artillería y de los fusiles más modernos de la época. Estaban preparados para realizar maniobras militares complejas y sacar el máximo partido al armamento que poseían. La milicia artiguista estaba formada, en su mayoría, por hombres de campo y desertores de las filas realistas.
A pesar de que la altura favorecía a los españoles, fue Artigas el que dio el primer paso: hacia las once de la mañana del 18 de mayo, envió parte de la infantería bajo el mando de Antonio Pérez. En respuesta, Posadas ordenó abrir fuego contra el grupo, que se batió en una supuesta retirada. La infantería española abandonó su ventajosa posición para perseguir a los revolucionarios. El hermano de José Artigas, Manuel Artigas, al mando de unos 600 jinetes armados con boleadoras y picanas, atacó la retaguardia de Posadas por la izquierda, y así, atrapó al ejército español entre dos fuerzas: la caballería y la infantería.
La batalla se alargó durante varias horas, hasta las 5 de la tarde, cuando las tropas españolas empezaron a abandonar sus puestos, el capitán José Posadas alzó una bandera blanca y entregó su espada a Artigas, importante hecho simbólico para la revolución.

## Consecuencias
Esta batalla resultó un claro triunfo para la Revolución de Mayo. Fue luego de esta victoria que Artigas eleva a la Junta de Buenos Aires un parte donde se puede observar la actitud de humanista del prócer al ordenar atender a los heridos y perdonar la vida a los enemigos que habían caído prisioneros de los orientales. Después de la batalla murió Manuel Artigas, hermano de José Artigas, homenajeado en Buenos Aires por ser el primer oficial muerto en combate por la causa revolucionaria. En la Pirámide de Mayo existe una única placa, de bronce, de 85 cm de largo y 57 cm de alto, colocada sobre su lado oeste. Todo su contenido son dos nombres: Felipe Pereyra de Lucena y Manuel Artigas. Estos nombres fueron inscriptos en la Pirámide durante la presidencia del Dr. Carlos Pellegrini, en 1891 en cumplimiento a lo resuelto por la Junta Grande en 1811. El 31 de julio de ese año se había resuelto inscribir en la Pirámide los nombres de esas dos personas, que fueron los dos primeros oficiales que perdieron la vida en los campos de batalla luchando por la independencia de las Provincias del Río de la Plata. La parte afirmaba: «Las ocupaciones que me han ofrecido el honroso cargo que usted tuvo a bien confiarme, no me han permitido, desde mi salida de esa capital, dar a usted una relación detallada de los movimientos practicados y el feliz suceso de las armas de la patria; pero he cuidado de avisarlos respectivamente al señor Belgrano y al coronel don José Rondeau, desde que fue nombrado jefe de este ejército, quienes creo lo harían a usted en iguales términos.»
«Aprovecho sin embargo estos momentos para elevar a su conocimiento todas las operaciones de la división de mi cargo.»
«Con ella llegué el 12 del corriente a Canelones, donde acampamos destacando partidas de observación cerca de los insurgentes que ocupaban las Piedras; punto el más interesante, así por su situación como por algunas fortificaciones que empezaban a formar y por la numerosa artillería con que lo defendían.»
«En la misma noche se experimentó una copiosa lluvia, que continuó hasta las diez de la mañana del 16, en cuyo día destacaron los enemigos una gruesa columna a la estancia de mi padre, situada en el Sauce, a cuatro leguas de distancia de las Piedras, con objeto de batir la División de Voluntarios del mando de mi hermano don Manuel Francisco Artigas, que regresaba por orden mía de Maldonado, a incorporarse con mi División. Se hallaba acampado en Pando y luego que sus avanzadas avistaron al enemigo, me dio el correspondiente aviso pidiéndome 300 hombres de auxilio: en cuya consecuencia y de acuerdo con los señores capitanes determiné marchar a cortar a los enemigos.»

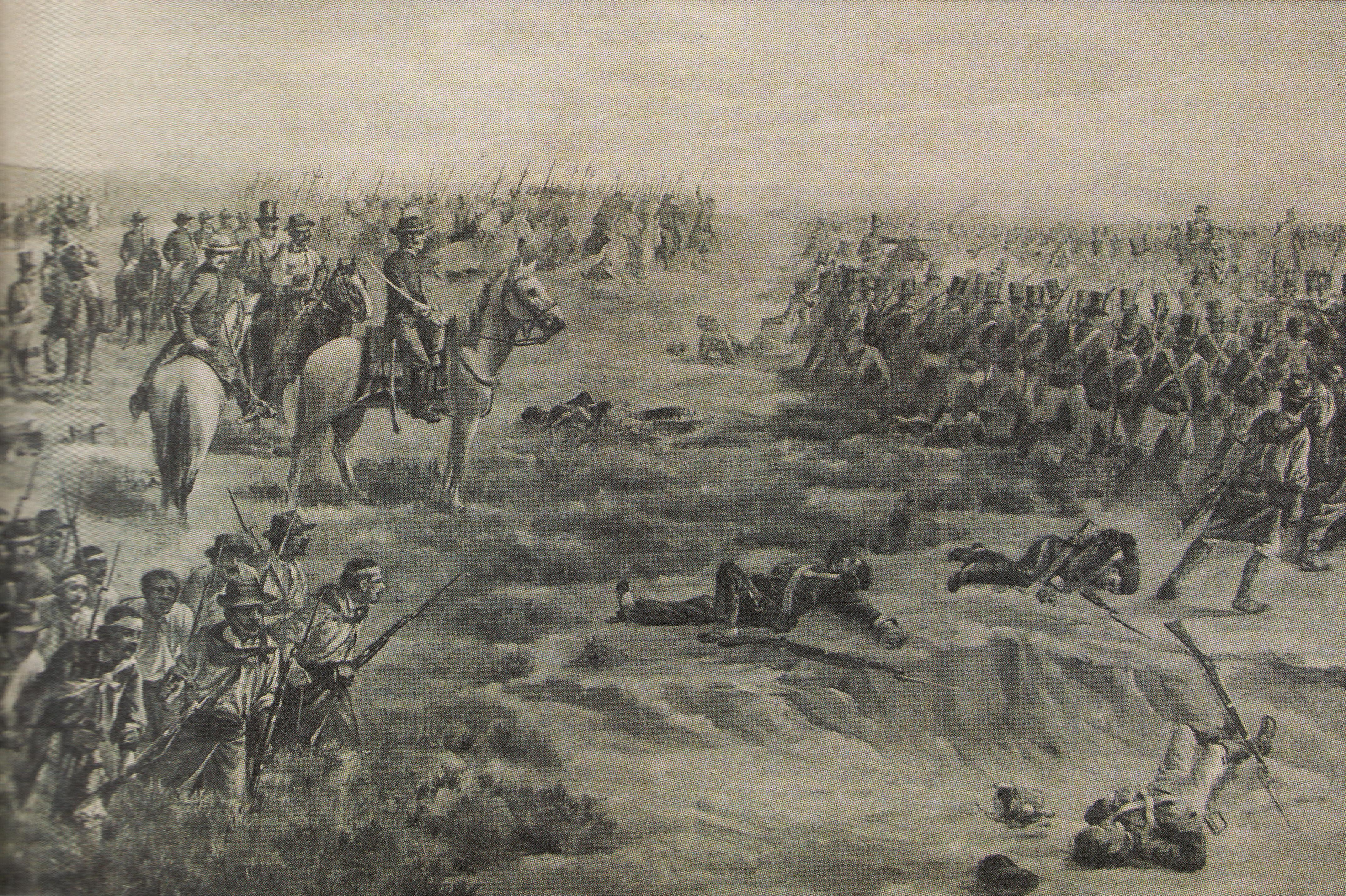
La Batalla de las Piedras, por Diógenes Hequet.

Alberto Zum Felde consideró a la batalla de Las Piedras como decisiva para el futuro de la revolución. Ante la derrota de Manuel Belgrano en el Paraguay y el Paraná, sin la batalla de Las Piedras «la Revolución de Mayo hubiera sido ahogada a los pocos meses de [su] pronunciamiento.»
Sin embargo, la victoria de Las Piedras será contrarrestada por la invasión portuguesa de la Banda Oriental, promovida por las fuerzas de Elío.